# Liste der Bürgermeistereien im Regierungsbezirk Aachen
Die Liste der Bürgermeistereien im Regierungsbezirk Aachen enthält, nach Kreisen geordnet, alle Bürgermeistereien, die zwischen 1815 und 1927 im preußischen Regierungsbezirk Aachen bestanden.

## Geschichte
Der 1815 eingerichtete Regierungsbezirk Aachen setzten sich aus Gebieten zusammen, die bis Ende 1813 unter direkter französischer Herrschaft standen. In diesen Gebieten waren mit Départements, Arrondissements, Kantonen und Mairien (Bürgermeistereien) Verwaltungsstrukturen nach französischem Muster eingeführt worden. Nachdem diese Gebiete beim Wiener Kongress endgültig an Preußen gefallen waren, wurden sie in neue Provinzen, Regierungsbezirke und Kreise gegliedert. Die untere Verwaltungsebene wurde jedoch aus der Franzosenzeit unverändert übernommen, so dass aus den Mairien nun preußische Bürgermeistereien wurden. Änderungen der Verwaltungsstrukturen ereigneten sich am Ende der 1850er Jahre, als in mehreren Städten die Rheinische Städteordnung eingeführt wurde. Die beiden Kreise Eupen und Malmedy wurden 1920 an Belgien abgetreten.
Die Geschichte der rheinischen Bürgermeistereien endete im Dezember 1927, als die Bezeichnung aller Landbürgermeistereien in „Amt“ geändert wurde. Ämter bestanden im Regierungsbezirk Aachen noch bis in die 1970er Jahre fort, als sie im Rahmen der nordrhein-westfälischen Gebietsreformen abgeschafft wurden.

## Liste der Bürgermeistereien
Bei Bürgermeistereien, die nicht während der ganzen Zeit von 1815 bis 1927 (bzw. in Eupen und Malmedy bis 1920) bestanden, ist der Zeitraum ihres Bestehens angegeben.

### Aachen-Stadt
- Aachen (ab 1856 Städteordnung)

### Aachen-Land
| - Alsdorf - Bardenberg - Brand - Broich - Büsbach - Burtscheid (1815–1897, ab 1856 Städteordnung) - Eilendorf (1886–1927) - Eschweiler (ab 1856 Städteordnung) - Forst (1815–1906) - Gressenich - Haaren - Herzogenrath - Heyden (1824–1850) | - Hoengen - Kinzweiler (1858–1927) - Kohlscheid (1908–1927) - Kornelimünster - Laurensberg - Merkstein - Pannesheide (1815–1824 und 1850–1908) - Richterich (1815–1824 und 1850–1927) - Rimburg (1815–1857) - Stolberg - Walheim - Weiden - Würselen (ab 1924 Städteordnung) |

### Düren
| - Arnoldsweiler - Bergstein (1815–1850) - Binsfeld - Birgel - Birkesdorf - Bürvenich - Drove - Düren (ab 1856 Städteordnung) - Echtz - Froitzheim - Füssenich - Kelz - Lamersdorf - Langerwehe | - Merken - Merzenich - Nideggen - Niederzier - Nörvenich - Nothberg - Ollesheim (1815–1850) - Pier - Sievernich - Stockheim - Straß (1815–1850) - Straß-Bergstein (1850–1927) - Weisweiler - Wollersheim |

### Erkelenz
| - Beek - Doveren - Elmpt - Erkelenz (ab 1858 Städteordnung) - Gerderath - Immerath - Keyenberg | - Kleingladbach - Körrenzig - Kückhoven (1858–1927) - Lövenich - Niederkrüchten - Schwanenberg - Wegberg |

### Eupen
| - Eupen (ab 1856 Städteordnung) - Eynatten - Hergenrath - Kettenis | - Lontzen - Moresnet - Raeren - Walhorn |

### Geilenkirchen
| - Baesweiler - Brachelen - Frelenberg - Gangelt - Geilenkirchen - Immendorf - Puffendorf (1815–1863) | - Randerath - Scherpenseel - Schümmerquartier - Teveren - Übach (1815–1850) - Würm |

### Heinsberg
| - Aphoven - Birgelen - Braunsrath - Breberen - Dremmen - Haaren - Havert - Heinsberg (ab 1857 Städteordnung) - Hilfart - Karken - Kirchhoven | - Millen (1815–1857) - Myhl - Oberbruch - Ratheim - Saeffelen - Tüddern (1815–1857) - Unterbruch (1857–1927) - Waldenrath - Waldfeucht - Wassenberg - Wehr |

### Jülich
| - Aldenhoven - Barmen - Dürwiß - Ederen - Freialdenhoven - Hambach - Hottorf - Inden - Jülich (ab 1867 Städteordnung) - Kirchberg | - Koslar - Linnich (ab 1864 Städteordnung) - Mersch (1867–1927) - Rödingen - Rurdorf - Setterich (1815–1851) - Siersdorf - Steinstraß (1815–1878) - Titz - Welz |

### Malmedy
| - Amel [V] - Bellevaux - Bevercé (ab 1886) - Büllingen - Bütgenbach - Krombach [V] - Lommersweiler [V] - Malmedy (ab 1856 Städteordnung) | - Manderfeld [V] - Meyerode [V] - Recht [V] - Reuland [V] - Schönberg [V] - St. Vith [V] (ab 1856 Städteordnung) - Thommen [V] (1815–1850) - Weismes |

 [V] = 1816 bis 1821 Kreis St. Vith 

### Montjoie1)
| - Dedenborn (1815–1850) - Eicherscheid - Höven - Imgenbroich - Kalterherberg - Kesternich - Lammersdorf (1815–1850) | - Montjoie2) [G] (ab 1856 Städteordnung) - Roetgen - Rurberg - Schmidt - Simmerath - Zweifall (1850–1927) |

 1) 1920 umbenannt in Kreis Monschau
 2) 1918 umbenannt in Monschau

### Schleiden
| - Blankenheim [B] - Bleibuir - Dollendorf [B] - Dreiborn - Eicks - Gemünd (ab 1856 Städteordnung) - Harperscheid (1857–1927) - Heimbach - Hellenthal [B] - Hollerath [B] - Holzmülheim - Kall | - Keldenich - Kronenburg [B] - Lommersdorf [B] - Marmagen [B] - Nöthen - Schleiden (ab 1857 Städteordnung) - Tondorf [B] (1815–1850) - Udenbreth [B] - Vussem1) [G] - Wahlen [B] - Wallenthal - Weyer |

 [B] = 1816 bis 1818 Kreis Blankenheim 
 1) um 1900 umbenannt in Bürgermeisterei Mechernich